# Атамкулов, Сатылган
Сатылган Атамкулов (5 июня 1907, ныне Жамбылская область — 13 августа 1955, Джамбул, Казахская ССР) — казахский советский театральный актёр, заслуженный артист Казахской ССР (1946).

## Биография
В 1929 году окончил агрономический факультет САГУ в Ташкенте.
Творческий путь начал с участия в различных кружках художественной самодеятельности. Был одним из основателей Джамбулского областного казахского театра драмы имени Абая; в 1936-1955 годах был актёром этого театра, играл в основном острохарактерные роли.
Среди лучших ролей: Талтанбай («Порядки Талтанбая» Б. М. Майлина), Кебек, Кенгирбай, Танеке («Енлик — Кебек», «Ночные раскаты» М. О. Ауэзова), Сердали, Жантык («Ахан сере — Актокты», «Козы Корпеш — Баян сулу» Г. М. Мусрепова), Махамбет («Исатай — Махамбет» М. Б. Ахинжанова), Базарбай, Шеге («Кыз Жибек» Е. Г. Брусиловского и Г. М. Мусрепова), Султанбек («Аршин мал алан» У. А. Гаджибекова), Доктор («Слуга двух господ» К. Гольдони) и другие.
С 1947 года был членом Компартии.